# 聖芬巴爾座堂
聖芬巴爾座堂（英語：Saint Fin Barre's Cathedral）是位於愛爾蘭共和國城市科克的一座愛爾蘭聖公會的教堂。教堂由著名建築家威廉伯吉斯設計。聖芬巴爾教堂於1870年開始建設。內部的裝飾等部分直到20世紀才竣工。

## 外部連結
- Official website （页面存档备份，存于）